# ماریا موریلو (بازیکن فوتبال)
ماریا موریلو (انگلیسی: María Murillo؛ زادهٔ ۱۵ دسامبر ۱۹۹۶) بازیکن فوتبال اهل پاناما است.
وی همچنین در تیم ملی فوتبال Panama بازی کرده‌است.